# Dimerodontium aurescens
Dimerodontium aurescens är en bladmossart som beskrevs av C. Müller 1879. Dimerodontium aurescens ingår i släktet Dimerodontium och familjen Fabroniaceae. Inga underarter finns listade i Catalogue of Life.